# 忍ぶ川
『忍ぶ川』（しのぶがわ）は、三浦哲郎の小説、またそれを原作とした映画、ドラマ化作品である。小説は『新潮』1960年10月号に掲載、同年に第44回芥川賞を受賞した。
三浦自身の私小説ともいわれ、私大苦学生の「私」は、東京深川の料亭「忍ぶ川」で働く不幸な生い立ちの志乃と知り合い、「私」の郷里青森県八戸で結婚、初夜を迎えるまでの過程を叙情的に描く。

## 映画
映画『忍ぶ川』は1972年5月25日公開。俳優座作品。東宝配給。モノクロ・スタンダード作品。
- 併映は『白鳥の歌なんか聞こえない』[4]

（原作：庄司薫、監督：渡辺邦彦、主演：岡田裕介）。

### キャスト
- 志乃：栗原小巻
- 哲郎：加藤剛
- 哲郎の父：永田靖
- 哲郎の母：滝花久子
- 文哉：可知靖之
- 次兄：井川比佐志
- 亜矢：山口果林
- 美那：片山真由美
- 香代：岩崎加根子
- 志乃の父：信欣三
- 志乃の母：阿部百合子
- 要：鹿野浩四郎
- 小夜子：大西加代子
- 「忍ぶ川」の女将：木村俊恵
- 木村幸房：滝田裕介
- 課長・木村の上司：稲葉義男
- 列車の乗客1：菅井きん
- 哲郎の学友・潮田：鶴田忍
- 射的の若い男：橋本功
- 卒業生A：河原崎次郎
- 哲郎の学友A：松野健一
- 街の女：桧よしえ、野中マリ子
- ほか：新田勝江、谷育子、宮川真理、立花一男、小出敬三、小林亘

### スタッフ
- 監督：熊井啓
- 製作：佐藤正之、椎野英之
- 脚本：長谷部慶治、熊井啓
- 撮影：黒田清巳
- 音楽：松村禎三
- 美術：木村威夫
- 編集：井上治、丹治光代
- 録音：太田六敏
- 照明：岡本健一
- スチール：岩井隆志
- 監督補佐：宮川孝至
- 助監督：佐川功
- 製作担当：森園忠
- 題字：賀茂牛道人
- 協力：米沢市役所、米沢新聞社

### 製作
三浦哲郎の原作が発表された1960年に東宝が映画化権を獲得。当時熊井啓は日活の助監督だったが、映画化しようと脚本を書き上げた。また松竹の前田陽一も三浦と早大時代の友人で、岩下志麻を主役に映画化を目論んだが、松竹に蹴られた。そこで前田は熊井に話を持ち掛け、熊井を三浦に紹介、三浦から「僕が諦めない限り他の誰にも映画化権を渡さない」という約束を取り付けた。そこへ吉永小百合事務所が企画、映画化権の取り合いになった。
熊井は構想段階では吉永小百合を主演に予定していたが、劇中のシーンの問題などから吉永の親族と軋轢を起こし、結局吉永の主演が実現しなかったばかりか、後に吉永の母の手記で名指しされ痛烈に批判されるなど、しこりが残った。映画の実現まで10年以上を要したため、幻の企画と呼ばれた。

#### 撮影
当時としては珍しい一年がかりの撮影。原作の八戸を始め、日本各地をロケハンし、初夜シーンの撮影は山形県米沢市に最終決定した。1971年2月15日に当地でクランクインを予定していたが、熊井が深酒で胃を壊し喀血。病院に担ぎ込まれたが危険な状態で、録音の太田六敏らが輸血を買って出て一命を取りとめた。このため熊井の療養が夏までかかり、1971年7月9日、改めて夏のシーンからクランクインした。1972年2月14日からは冬の米沢ロケ。この年の米沢は70年ぶりの暖冬といわれ、例年なら軒先まで積もる雪が少なめで30センチ程度。初夜シーンの撮影は当地の李山（すももやま）の築150年の農家で行われた。撮影を前に熊井は「はやりのポルノ映画ではなく、これは日本の伝統的な儀式であり、二人の生への復活でもある」と説明した。また栗原小巻は「この作品を大女優への踏み台にしたい。本当は心配なんですけど、しょうがありませんわ。女優ですもんね。全裸シーンだけに関心を持たれると困るんですけど、スタンドインにはお世話にならないつもりです」と意を決した。
米沢ロケは栗原と加藤剛、栗原の姉役の山口果林が参加したが、山口がちょうどNHKの朝ドラ『繭子ひとり』のヒロインを務めていたため、建立300年という普門寺での法要シーンの撮影では、栗原以上にファンからのサイン責めに遭い、悲鳴を上げた。

### 作品の評価
最終的にヒロイン志乃を演じた栗原小巻はその容姿、演技力と、大女優には珍しいヌード・シーンが評判となり、この映画は『栗原の代表作の一つ』となっている。なおキネマ旬報の最優秀女優賞では、僅差で栗原小巻が伊佐山ひろ子に敗れ、これも映画界で大いに話題になった。

## テレビドラマ

### 1961年版
1961年1月22日にTBS「東芝日曜劇場」枠にて放送された。

#### キャスト
- 大空眞弓
- 山本勝
- 前田昌明
- 穂積隆信
- 山田巳之助
- 浦辺粂子
- 山岡久乃
- 御橋公

#### スタッフ
- プロデューサー - 石井ふく子
- 制作 - TBS

### 1962年版
1962年1月21日に『続・忍ぶ川』のタイトルで、TBS「東芝日曜劇場」枠にて放送された。

#### キャスト
- 山本勝
- 大空眞弓
- 山田巳之助
- 浦辺粂子
- 山岡久乃
- 風見章子
- 一の宮あつ子

#### スタッフ
- プロデューサー - 石井ふく子
- 脚本 - 八住利雄
- 制作 - TBS

### 1963年版
1963年1月20日に『忍ぶ川 その三』のタイトルで、TBS「東芝日曜劇場」枠にて放送された。

#### キャスト
- 山本勝
- 大空眞弓
- 内藤武敏
- 来宮良子
- 土方弘
- 沢ひろ子
- 富田勝義

#### スタッフ
- プロデューサー - 石井ふく子
- 制作 - TBS

### 1975年版
1975年7月7日 - 8月29日にTBS「花王 愛の劇場」枠にて放送された。

#### キャスト
- 上村香子
- 横光勝彦（現・横光克彦）
- 清水信一（現・真実一路）

#### スタッフ
- 制作 - 国際放映、TBS

| TBS 花王 愛の劇場                | TBS 花王 愛の劇場               | TBS 花王 愛の劇場                      |
| 前番組                           | 番組名                          | 次番組                                 |
| -------------------------------- | ------------------------------- | -------------------------------------- |
| 赤い殺意 （1975.5.6 - 1975.7.4） | 忍ぶ川 （1975.7.7 - 1975.8.29） | ここに幸あり （1975.9.1 - 1975.10.31） |

### 2000年版
2000年3月8日に『にっぽんの名作・朗読紀行「忍ぶ川」』のタイトルで、NHKBShiにて放送された。

#### キャスト
- 朗読 - 三浦友和
- 聴き手 - 高橋かおり

#### スタッフ
- 演出 - 大林宣彦
- プロデューサー - 川村尚敬
- 制作 - NHK
- 共同制作 - KAZUMO
- 美術-竹内公一